# Batalla de Machecoul (10 de juny de 1793)

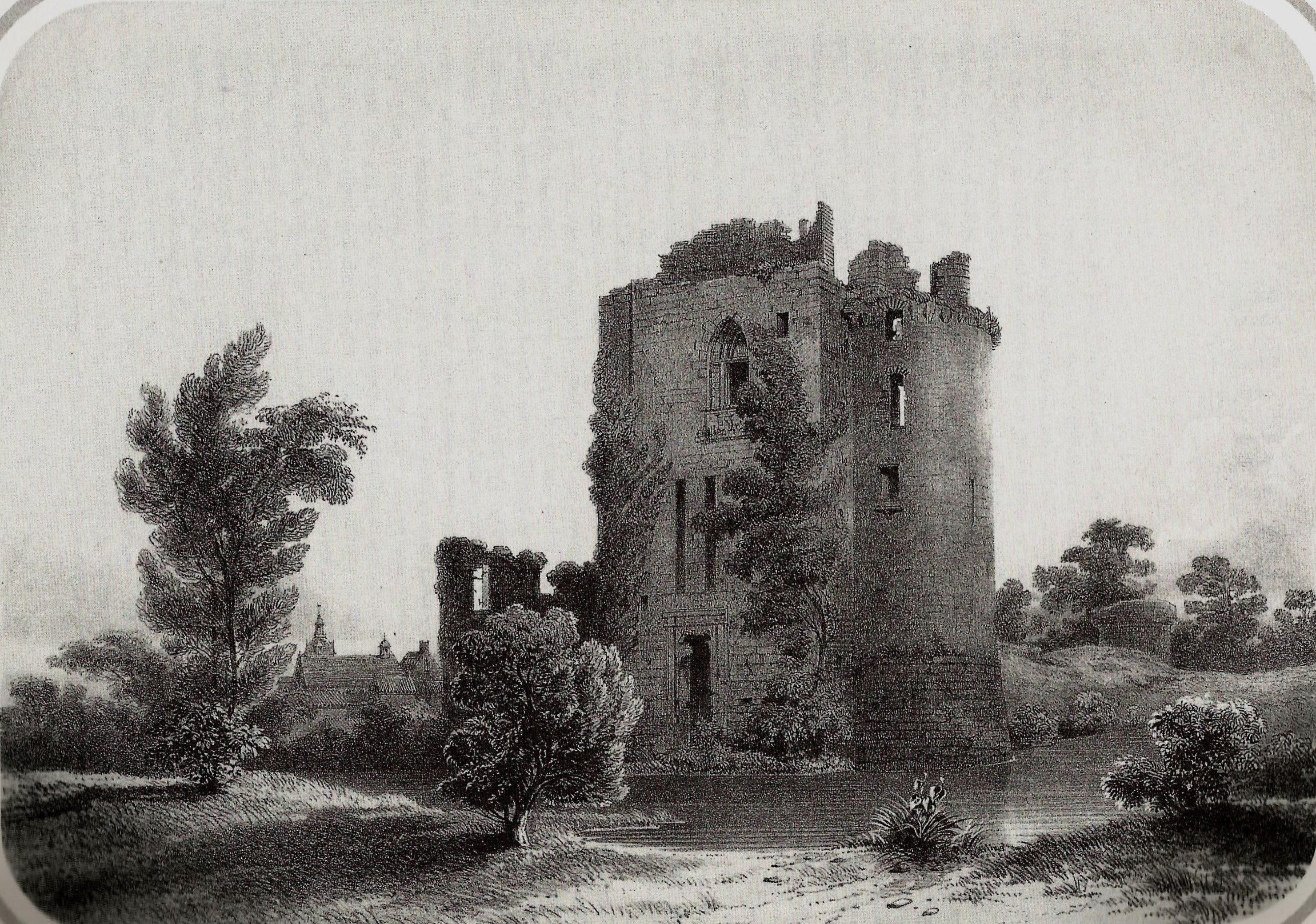
Machecoul per Thomas Drake

Batalla de Machecoul (10 de juny de 1793), durant la Revolta de La Vendée. Acaba amb la victòria dels vendeans que recuperen la ciutat de Machecoul dels republicans.

## Preludi
Després de la batalla de Palluau i la retirada de les forces republicanes del general Boulard, l'exèrcit del líder de la Vendée Charette va romandre inactiu a Legé durant gairebé un mes. Els líders i els insurrectes passen gran part del seu temps festejant. Segons les memòries del cap de la Vendée, Pierre-Suzanne Lucas de La Championnière, "diverses senyoretes i senyoretes del país van venir a viure al cantó. Els jocs i les rialles els acompanyaven". La Cathelinière, al capdavant del Pays de Retz, però, arriba a Legé per unir-se a Charette, que pretén recuperar el control de Machecoul, perdut l'abril.
El 29 de maig, les tropes republicanes de Baudry d'Asson van abandonar Challans, al sud-oest de Legé. El 5 de juny, els administradors del districte van recaure al seu torn a Les Sables-d'Olonne i el 6, Challans va ser breument reocupat pels Vendeans. Ja no amenaçada per aquest costat, Charette gira cap al nord i decideix atacar Machecoul.

## Forces en presència
Al bàndol republicà, la guarnició de Machecoul, posada a les ordres del líder de brigada Prat,
 compta amb 1.300 homes segons l'informe [A 1] al ministre de guerra del líder de la semi-brigada Vertamy.
 A les seves memòries [A 2] el xef de Vendée, Pierre-Suzanne Lucas de La Championnière, dona el mateix número. Savary fa que el nombre de defensors entre 1.000 i 1.200.
Diferents exèrcits insurgents del Pays de Retz, Loroux i potser els pantans bretons es van reunir a la Legé. Van ser encarregats per Charette, La Cathelinière, Vrignault, Pajot i Savin. Segons Lucas de La Championnière, la trobada és la més nombrosa que s'ha fet fins ara. Els números Vendéans s'estimen entre 15.000 i 25.000 per Vertamy, El comitè central dels òrgans administratius de Nantes parla de 20.000 homes, i del general Agathon Pinot du Petit-Bois de 18.000 a 20.000. Pel que fa als historiadors, Émile Gabory xifra les forces de la Vendée en 12.000 i Lionel Dumarcet entre 12.000 i 15.000. Segons Lucas de La Championnière, els Vendéans van deixar totes les seves armes a Legé, ja que durant les batalles anteriors, la resta de l'exèrcit havia confós que les restitucions de peces d'artilleria havien estat confoses i havien provocat moviments de pànic. No obstant això, segons la història d'un lluitador anomenat Honoré Valé, l'exèrcit realment porta una sola peça d'artilleria.

## Procediment
El 10 de juny de 17932, els Vendéans van marxar cap a Machecoul al so de les cornamuses. S'aturen a Grenil, a un terç d'una lliga de Machecoul, on esperen els perseguits i organitzen l'ordre de marxa de les tropes. Un avançament format per Paydrets, Maraîchins i 400 homes de Loroux va ser posat sota les ordres de La Cathelinière i Pajot. Aquest obvia la ciutat i ataca per la carretera de Nantes, on fa retrocedir un escamot de cavalleria després d'haver sortit amb dos canons.
Cap a les dues de la tarda, els Vendéans van llançar-se des de tots els costats a l'assalt de la ciutat, en formació dispersa i amagats als solcs de blat de moro per protegir-se del foc de les armes republicanes i llançar-se cara avall, a cada descàrrega. Els insurrectes arriben al peu dels reductes i s'apoderen del lloc Deux-Moulins i el lloc Chaume.
L'enfrontament es realitza a l'interior de la ciutat. Els combatents s'enfronten en combat proper, de vegades amb les mans nues, fins i tot als jardins. Els soldats republicans es van enfortir dins de les cases, disparant des de les finestres, abans de ser atacats des dels terrats. El castell, tot i que fortificat, també va ser arrasat pels vendéans que van precipitar-se a les bretxes.
Els republicans, envoltats, aconsegueixen fer un avanç en empènyer les tropes de Savin al Faubourg Saint-Martin. No obstant això, han d'abandonar tota la seva artilleria que està clavada. Es van alinear de camí a St. Even, al nord de la ciutat, però pocs van retornar els trets que desanimen el llançament d'un atac contra. Els republicans abandonen Machecoul als Vendéans i recauen sobre Nantes. Els combats acaben després d'haver durat entre tres hores i mitja, i quatre hores.

## Pèrdues
Els republicans admeten haver perdut un terç dels 1.300 homes de la guarnició. El 12 de juny, el general republicà Agathon Pinot du Petit-Bois, comandant de la plaça de Nantes, va escriure al ministre de guerra que la guarnició de Machecoul havia "perdut molta gent". Per al líder de la Vendée, Lucas de La Championnière, els republicans van deixar al voltant de 100 morts, 500 presoners i quinze canons. Un altre líder insurgent, William Bulkeley, dona una carta adreçada a Mercier, un líder dels Clouzeaux, un peatge de 350 republicans morts, 400 presoners, deu armes capturades, incloses dues peces de vuit lliures i les altres de sis o quatre, nou caixons i 20.000 cartutxos confiscats. Honoré Valé denuncia 400 presos. Charette guarda els canons per al seu exèrcit i distribueix unes gàrgoles als altres comandants.
Pel que fa als vendeans, Lucas de La Championnière escriu que les pèrdues es limiten a "molt poques persones". Honoré Valé, un combatent insurgent de Saint-Père-en-Retz capturat posteriorment pels republicans, va afirmar durant el seu interrogatori [A 3] que l'exèrcit va perdre de 4.000 a 5.000 homes durant la presa de la ciutat. L'historiador Lionel Dumarcet considera que l'avaluació que en fa Vale és imaginaria i que un estimat de 400 a 500 homes, o fins i tot de 40 a 50, sembla mig raonable. Un dels líders, Gabriel-Esprit Vrignault, és mort a la batalla.
Segons Lucas de La Championnière, un cirurgià republicà fet presoner és posat al capdavant de l'hospital per atendre els malalts i ferits d'ambdós camps.

## Conseqüències
L'exèrcit de Charette torna a Legé després de la batalla. La guarnició republicana de Machecoul arriba a Port-Saint-Père a les onze del vespre. El poble es va abandonar ràpidament i tots els republicans recauen sobre Nantes. L'endemà, Port-Saint-Père va ser presa per La Cathelinière, mentre que Charette tornava a Legé. Pornic és evacuat i Bourgneuf-en-Retz torna a caure en mans dels Vendeans. Els republicans ja no tenen defenses més enllà dels suburbis de Nantes.